# Богдановське сільське поселення (Старошайговський район)
Богда́новське сільське поселення (рос. Богдановское сельское поселение) — муніципальне утворення у складі Старошайговського району Мордовії, Росія. Адміністративний центр — село Богдановка.

## Історія
Станом на 2002 рік існували Богдановська сільська рада (село Богдановка, присілки Нікольська Саловка, Нова Терізморга, Павловка, Хитровка) та Ожгинська сільська рада (присілок Ожга 2-а).
3 травня 2007 року було ліквідоване Ожгинське сільське поселення (присілок Ожга 2-а), його територія увійшла до складу Богдановського сільського поселення.

## Населення
Населення — 670 осіб (2019, 834 у 2010, 916 у 2002).

## Склад
До складу поселення входять такі населені пункти:
| Населений пункт              | Населення, осіб (2002) | Населення, осіб (2010) |
| ---------------------------- | ---------------------- | ---------------------- |
| Богдановка, село             | 528                    | 543                    |
| Нікольська Саловка, присілок | 80                     | 52                     |
| Нова Терізморга, присілок    | 95                     | 57                     |
| Ожга 2-а, присілок           | 118                    | 101                    |
| Павловка, присілок           | 20                     | 3                      |
| Хитровка, присілок           | 75                     | 78                     |